# Martin-pêcheur aigue-marine
Alcedo coerulescens
Espèce
Statut de conservation UICN

 LC  : Préoccupation mineure
Le Martin-pêcheur aigue-marine (Alcedo coerulescens) est une espèce d'oiseaux de la famille des Alcedinidae, endémique d'Indonésie (Sud de Sumatra, Java et îles environnantes, Ouest des Petites îles de la Sonde jusqu'à Sumbawa).
C'est une espèce monotypique (non subdivisée en sous-espèces).